# 田代静夫
田代 静夫（たしろ しずお）は、福岡県出身の元アマチュア野球選手（投手）。

## 来歴・人物
九州工業高校の３年生時に、1966年の夏の甲子園県予選では準決勝で流敏晴らがいる小倉商業高校に惜敗、甲子園には出場できなかった。
その年のドラフト会議で阪急ブレーブスから5位指名を受けたが入団を拒否し、 熊谷組に入社した。同僚には高校先輩の山本和生がいた。
引退後は、社業の傍ら専修大学に進学し、1970年代後半から台湾の建設会社である華熊営造に勤務、役員となった。